# Неруда, Франц Ксавер
Франц Ксавер Неруда (нем. Franz Xaver Neruda, собственно Франтишек Неруда, чеш. František Neruda; 2 декабря 1843, Брно — 19 марта 1915, Копенгаген) — датский виолончелист, композитор и дирижёр чешского происхождения. Сын городского органиста Йозефа Неруды, брат скрипачки Вильгельмины Неруда, виолончелиста Алоиса Неруды и пианистки Амалии Виккенхаузер.

## Биография
Вырос в Вене. Учился играть на скрипке у своего отца, затем перешёл на виолончель для выступлений в составе семейного ансамбля. Вместе с отцом и сёстрами гастролировал в разных странах — в том числе в 1859 году в России, добравшись до Воронежа. В том же году полгода учился игре на виолончели у Адриана Франсуа Серве. В 1864—1876 годах — виолончелист копенгагенского придворного оркестра. Основатель (1868) датского Общества камерной музыки. Затем на протяжении 10 лет работал, в основном, в Англии. В 1879 году вернулся в Данию, стал инициатором создания струнного квартета, в котором первую скрипку играл Антон Свенсен. В 1889—1891 годах — профессор виолончели в Санкт-Петербургской консерватории. В 1891—1915 годах — дирижёр и руководитель концертных программ Датского музыкального общества; на этом посту много сделал для поддержки наиболее заметного датского композитора рубежа XIX—XX вв. Карла Нильсена (посвятившего памяти Неруды особое сочинение для чтеца с оркестром).
Из композиторского наследия Неруды наиболее значительны пять концертов для виолончели с оркестром. Известностью пользовались также струнные квартеты, «Словацкие марши», оркестровая сюита «Из Богемского леса» (нем. Aus dem Böhmerwald) и др.